# Млинарство
Млина́рство — одна з важливих галузей харчової промисловості; переробка зерна на борошно та крупи. Ремісника, що займається млинарством, в українській мові звуть млина́р або міро́шник.

## Історія
В Україні ще з неоліту для розмелювання зерна на борошно або для одержання круп вживали зернотертки. Перші водяні млини відомі з кінця XIII ст., але аж до кінця XVI ст. їх було мало і назагал борошно мололи далі на жорнах (крім дрібних ручних, також більших, що оберталися силою коней або волів). З XVI ст. відомі й вітряні млини (найбільше на Волині). Особливо сильно млинарство розвинулося за Гетьманщини. Майже в кожному селі були млини, які обертала зазвичай вода, загачена з малої річки чи струмка. Потужність млинів вимірювалася кількістю кіл (від 1 до 12, а іноді й більше). В той час млини не тільки переробляли зерно на борошно, товкли просо, а й нерідко використовувались для інших виробництв — валюшні для валяння сукна, різання дров (тартаки), виробництва паперу, пороху тощо. Млини належали землевласникам (наприклад, Ярема Вишневецький мав понад 420 млинових кіл) і козацькій старшині.